# Версаль (футбольный клуб)

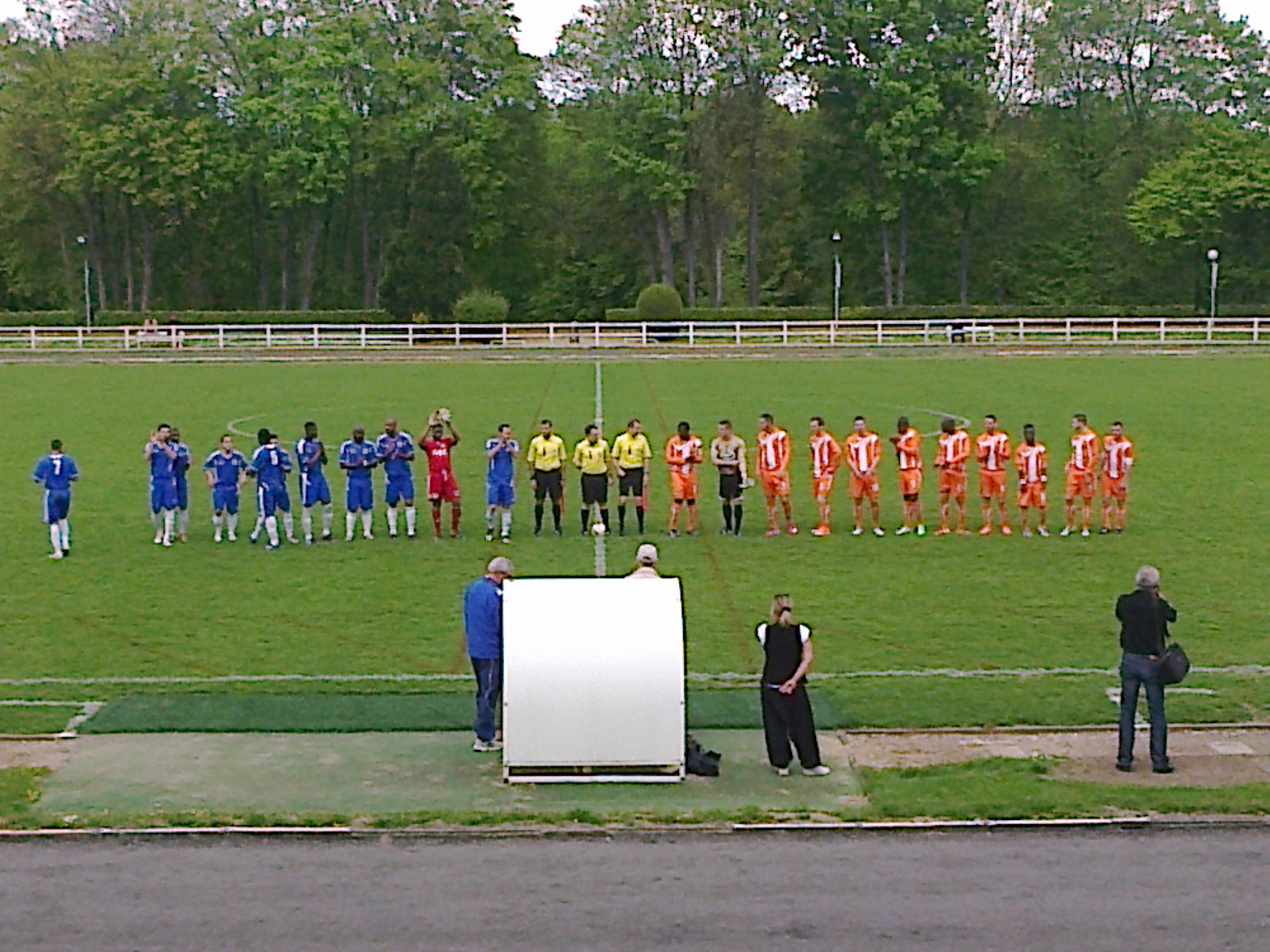
Фото перед матчем «Версаля» (в синем), 5 мая 2013 года

«Версаль» (фр. Football Club de Versailles 78) — французский футбольный клуб из одноимённого города, основанный в 1989 году и выступающий в третьем по силе дивизионе чемпионата Франции. Соперников принимает на арене «Стад де Монбаурон», вмещающей 7545 зрителей. Полуфиналист Кубка Франции 2021/22.

## История
Команда в Версале была официально создана в 1989 году в результате объединения ряда мелких любительских коллективов города. Практически сразу после основания клуб был заявлен в третий по рангу региональный дивизион.
В первом сезоне команда финишировала на 14-й позиции, набрав 24 очка в 30 матчах и в итоге вылетев в четвёртый дивизион. Выступая в данном первенстве, команда дважды подряд занимала 8-е место в таблице, а в сезоне 1992/93 стала шестой. 
Летом 1993 года «Версаль» стал одним из клубов, принятых в новообразованный Насьональ 3 — пятый дивизион Франции. В итоге команда завершила сезон с 40 очками, заняв второе место после резервного состава клуба «Ле Ман».
В Насьональ 2 коллектив провёл лишь один сезон и вылетел обратно в пятую лигу, заняв 17-е место. На протяжении последующих двух сезонов был крепким середняком в пятом эшелоне французского футбола. 
В конце 1990-х годов в команде произошёл очередной спад, что привело к выбыванию клуба в любительский чемпионат региона Париж — иль-де-Франс, где он стабильно выступал в течение следующих шести сезонов.
В сезоне 2009/10 «Версаль» дошёл до девятого раунда Кубка Франции, где проиграл «Бове». В сезоне 2019/20 команда стала чемпионом турнира Насьональ 3, получив тем самым право на выступление в Насьональ 2. А уже через два сезона команда выиграла свою группу и поднялась в третью лигу страны — Насьональ.

## Домашняя арена
Домашний стадион команды носит название «Стад де Монбаурон» и располагается в непосредственной близости от Версальского дворца. Его вместимость составляет 6 208 зрителей. Искусственное освещение на арене отсутствует, поскольку согласно французскому законодательству прожекторы не должны закрывать обзор на исторический объект. Из-за данного запрета «Версаль» не имеет права проводить матчи в вечернее время суток. Помимо матчей основной команды, арена также принимает игры академии «Версаля».

## Академия
«Версаль» известен своей футбольной академией, выпускниками которой являются многие выдающиеся игроки, включая Тьерри Анри, Хатема Бен Арфа, Шарля Итанжа, Орельена Коллена и Жерома Ротена. С 2007 года академия «Версаля» имеет официальную лицензию Федерации футбола Франции. В целом, по данным на февраль 2010 года, в структуру клуба входит 26 детских и юниорских команд, выступающих в различных региональных лигах.